# 長牙袋鼠屬
Ganawamaya是有袋類尖牙袋鼠科之下的一個属，其物種皆已滅絕。過往整個尖牙袋鼠科的物種都被歸為粗尾袋鼠亞科的成員，但現時這些屬都已從袋鼠科獨立出來。

## 语源
本屬的學名Ganawamaya取自當地土語，由ganawa（長）和maya（牙齒）這兩個字組成。

## 分佈
本屬物種只見於澳大利亞昆士蘭州的西北部:148。

## 物種
本屬包括下列三個物種:148：
- †Ganawamaya acris
- †Ganawamaya aediculus
- †Ganawamaya ornata